# Алфред Тарски
Алфред Та̀рски (на полски: Alfred Tarski), с рождено име Алфред Тайтелбаум (на полски: Alfred Tajtelbaum) е полско-американски математик логик от еврейски произход.

## Биография
Тарски получава висше образование във Варшавския институт за математика и философия, след което през 1939 г. емигрира в САЩ. Там преподава и прави изследвания в областта на математиката в Калифорнийския университет в Бъркли от 1942 до смъртта си.

## Научна дейност
Плодотворен автор, той е известен със своята работа в областта на теория на моделите, метаматематиката и алгебричната логика, той също така е допринасял за абстрактната логика, топологията, геометрията, измерване на множества, математическа логика, теория на множествата и аналитичната философия.